# Villardebelle
Villardebelle är en kommun i departementet Aude i regionen Occitanien  i södra Frankrike. Kommunen ligger  i kantonen Saint-Hilaire som ligger i arrondissementet Limoux. År 2022 hade Villardebelle 61 invånare.

## Befolkningsutveckling
Antalet invånare i kommunen Villardebelle
Referens: INSEE